# Краснопресненська набережна
Краснопре́сненська набережна (до 1940 р. — Пресненська набережна; рос. Краснопресненская набережная) — набережна на лівому березі Москви-ріки в Пресненському районі Центрального адміністративного округу міста Москви. Проходить під мостами Багратіон і Новоарбатський. Є продовженням 4-го Червоногвардійського провулка, переходить в Смоленську набережну. На набережну виходять Виставковий і Глибокий провулки, вулиці 1905 року і Ніколаєва. Набережна споруджена із збірного залізобетону, облицьованого гранітом.

## Походження назви
Набережна отримала свою назву в 1940 році в пам'ять збройного повстання 1905 року. Раніше називалася Пресненською набережною по місцевості Пресня.

## Галерея

Краснопресненська набережна, вид на Центр міжнародної торгівлі і Москва-Сіті Краснопресненська набережна, вид на Центр міжнародної торгівлі і Москва-Сіті
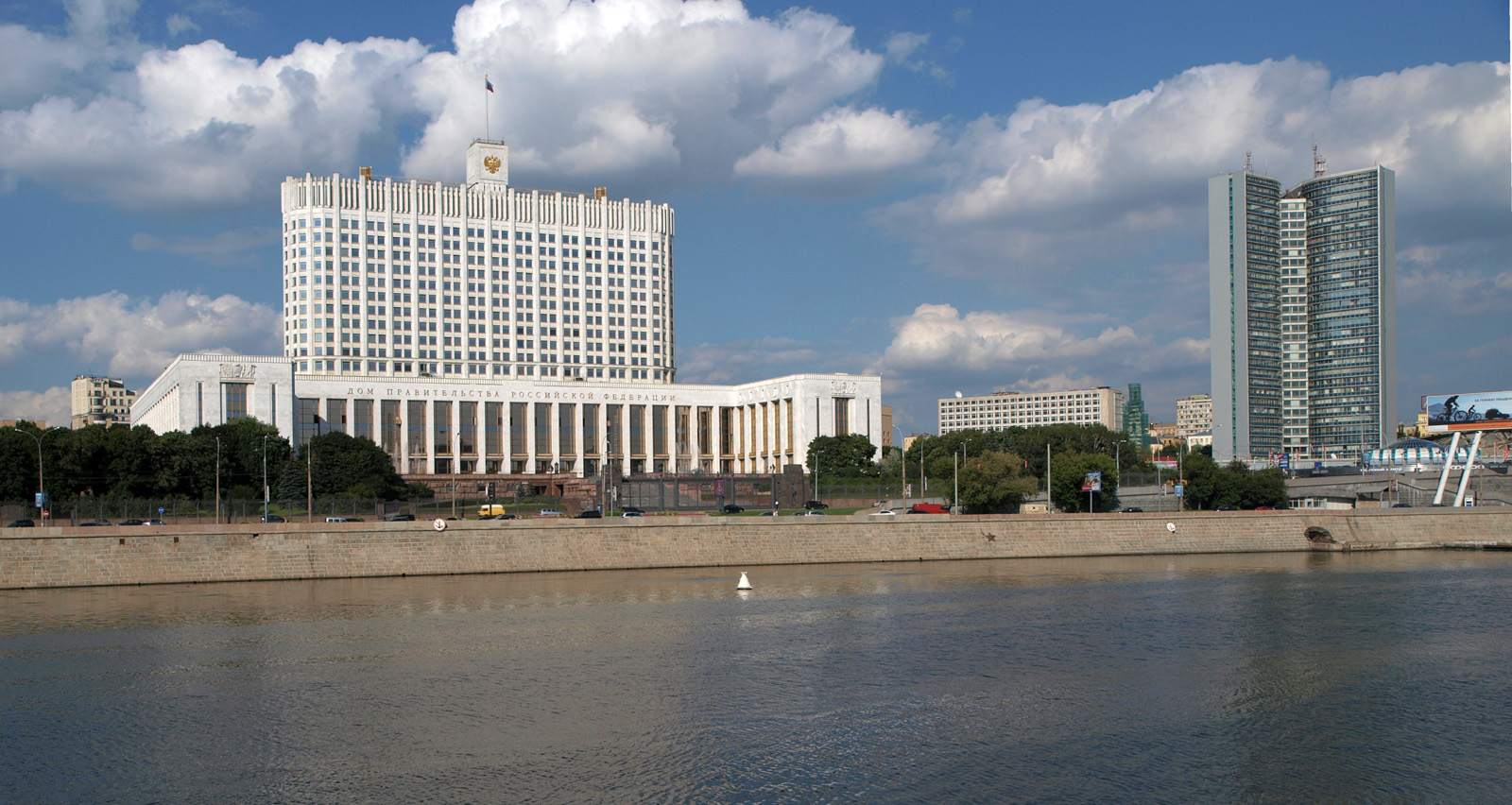
Будинок Уряду Російської Федерації
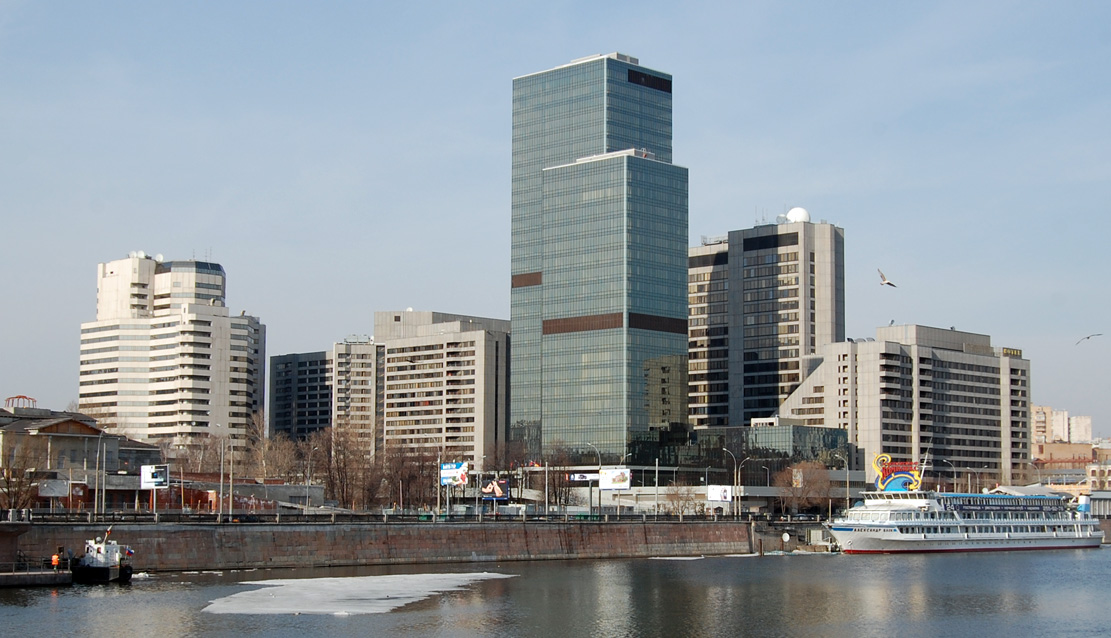
Центр міжнародної торгівлі
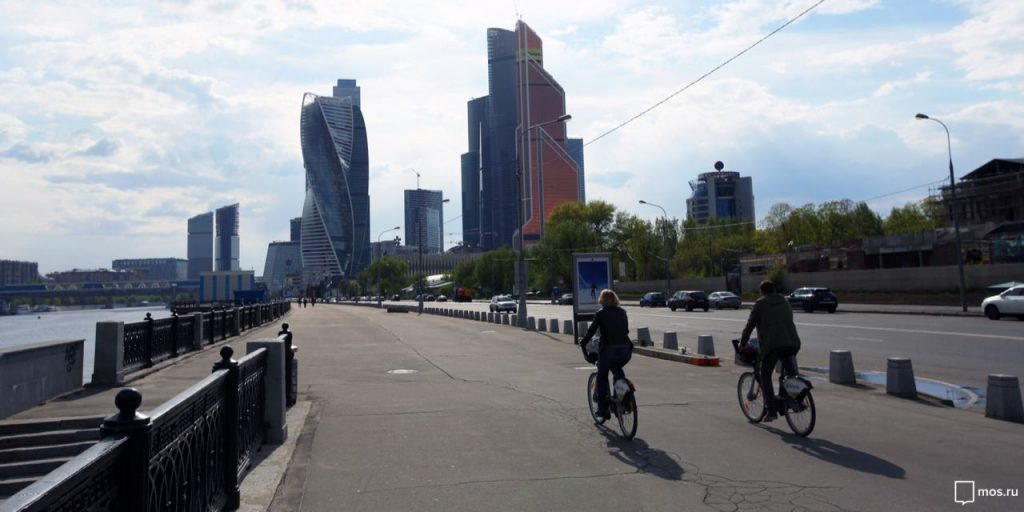
вид на Москва-Сіті